# 康氏似鰺
康氏似鰺，又稱大口逆溝鰺，俗名為七星仔、棘蔥仔、鬼平、龜濱，三宝公鱼，黄鰺鱼，為輻鰭魚綱鱸形目鱸亞目鰺科的其中一個種。

## 分布
本魚分布於印度西太平洋區，包括東非、馬達加斯加、馬爾地夫、斯里蘭卡、印度、安達曼海、日本、中國沿海、台灣、菲律賓、越南、泰國、馬來西亞、印尼、澳洲、馬里亞納群島、馬紹爾群島、帛琉、所羅門群島、新幾內亞、諾魯、密克羅尼西亞、斐濟群島等海域。

## 特徵
本魚體側有4至6枚黑色橢圓斑，約小於眼徑，第一背鰭的硬棘深埋於背部肉中，露出不明顯。主上頷骨較長向後可達眼下後方。胸鰭、腹鰭黃色，背、尾、臀鰭黑色。第一背鰭硬棘間無鰭膜，只有裸出的硬棘1+7枚，第二背鰭有軟條17至19枚，臀鰭硬棘3枚，臀鰭軟條16-19枚，體長可達1.5公尺。

## 生態
本魚為表層性洄游魚類，春、秋、冬季都在外洋性水域活動，沿岸幾乎不見其蹤跡，到了秋末冬初就漸漸接近沿岸水域。天氣轉冷時只有小型魚，到了初冬才有大型魚出現。屬肉食性，以魚類、頭足類為食。

## 經濟利用
肉硬無油脂，適合煎食，不算高級食用魚。